# Muscle Shoals
Muscle Shoals is een plaats (city) in de Amerikaanse staat Alabama, en valt bestuurlijk gezien onder Colbert County. Het werd bekend door de Muscle Shoals Sound doordat hier muziekstudio's als FAME Studios van Rick Hall en later Muscle Shoals Sound Studio van The Swampers gevestigd waren. Hier zijn zeer veel hitalbums opgenomen van bekende artiesten.

## Demografie
Bij de volkstelling in 2000 werd het aantal inwoners vastgesteld op 11.924.
In 2006 is het aantal inwoners door het United States Census Bureau geschat op 12.703, een stijging van 779 (6,5%).

## Geografie
Volgens het United States Census Bureau beslaat de plaats een oppervlakte van 31,5 km², geheel bestaande uit land.
Ten noorden van de plaats stroomt de Tennessee. Hier lag vroeger een ondiepte met stroomversnellingen, Muscle Shoals, die de scheepvaart hinderde. Een kanaal werd aangelegd om de schepen langs de ondiepte te voeren, maar dit was niet succesvol. In 1918 werd met de bouw begonnen van de Wilsondam. De dam met waterkrachtcentrale kwam in 1925 in bedrijf. Het waterpeil steeg en de ondiepte verdween. Voor de schepen ligt naast de dam een schutsluis.

## Plaatsen in de nabije omgeving
De onderstaande figuur toont nabijgelegen plaatsen in een straal van 16 km rond Muscle Shoals.